# Rudlov
Rudlov (bis 1927 slowakisch „Rudľov“; ungarisch Ércfalva – bis 1907 Rudlyó) ist eine Gemeinde im Osten der Slowakei mit 731 Einwohnern (Stand 31. Dezember 2024), die im Okres Vranov nad Topľou, einem Teil des Prešovský kraj, liegt.

## Geographie
Die Gemeinde befindet sich im nordwestlichen Ausläufer des Ostslowakischen Tieflands am östlichen Hang der Slanské vrchy. Sie wird vom Bach Slaný potok durchflossen, der im Nachbarort Soľ in die Topľa mündet. Das Ortszentrum liegt auf einer Höhe von 201 m n.m. und ist 11 Kilometer von Vranov nad Topľou entfernt.
Nachbargemeinden sind Hlinné im Norden, Soľ im Osten, Zámutov im Süden und Westen sowie Hermanovce nad Topľou im Nordwesten.

## Geschichte
Rudlov wurde zum ersten Mal 1402 als Teil des Herrschaftsgebiets der Burg Čičava schriftlich erwähnt. 1493 war nur ein Bauernhof von insgesamt 15 im Ort besiedelt. 1720 gab es 18 Haushalte und eine Mühle, dazu weiträumige Wälder und Weingärten im Gemeindegebiet. 1787 zählte man 55 Häuser und 420 Einwohner, damals besaß das Geschlecht Forgách die Ortsgüter. Im 18. Jahrhundert waren die Einwohner als Sensenmacher bekannt.
1831 nahmen die Einwohner nach einer Choleraepidemie am Ostslowakischen Bauernaufstand teil. Zwischen 1880 und 1910 kam es zu mehreren Auswanderungswellen.
Bis 1918 gehörte der im Komitat Semplin liegende Ort zum Königreich Ungarn und kam danach zur Tschechoslowakei beziehungsweise heute Slowakei. Nach der Entstehung der Tschechoslowakei waren die Einwohner als Forstarbeiter und Landwirte beschäftigt.

## Bevölkerung
| Jahr                | 1994 | 2004    | 2014    | 2024   |
| ------------------- | ---- | ------- | ------- | ------ |
| Anzahl der Personen | 586  | 638     | 680     | 731    |
| Unterschied         |      | +8,87 % | +6,58 % | +7,5 % |

| Jahr                | 2023 | 2024    |
| ------------------- | ---- | ------- |
| Anzahl der Personen | 729  | 731     |
| Unterschied         |      | +0,27 % |

Nach der Volkszählung 2011 wohnten in Rudlov 665 Einwohner, davon 581 Slowaken, 67 Roma, zwei Tschechen sowie ein Magyare. Vier Einwohner machten keine Angabe zur Ethnie.
496 Einwohner bekannten sich zur griechisch-katholischen Kirche, 141 Einwohner zur römisch-katholischen Kirche und acht Einwohner zur Evangelischen Kirche A. B. Ein Einwohner war konfessionslos und bei drei Einwohnern wurde die Konfession nicht ermittelt.

## Bauwerke und Denkmäler
- griechisch-katholische Kirche der Allheiligen Gottesgebärerin im klassizistischen Stil aus dem Jahr 1822

## Söhne und Töchter der Gemeinde
- Adolf Dobrjanský (1817–1901), ruthenischer Autor, Politiker und sozialer und kultureller Aktivist